# The Daily Show

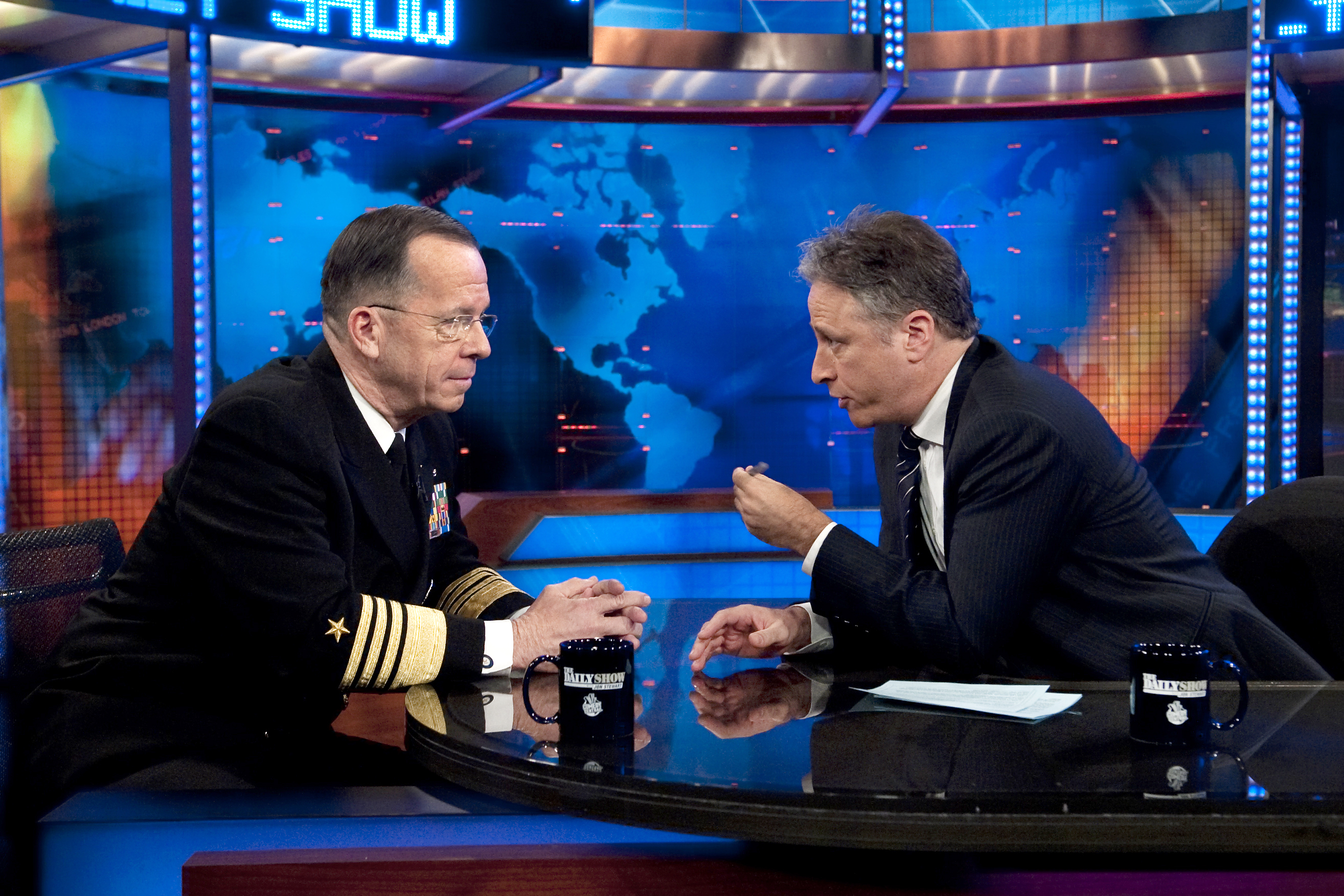
Jon Stewart im Gespräch mit Admiral Mike Mullen

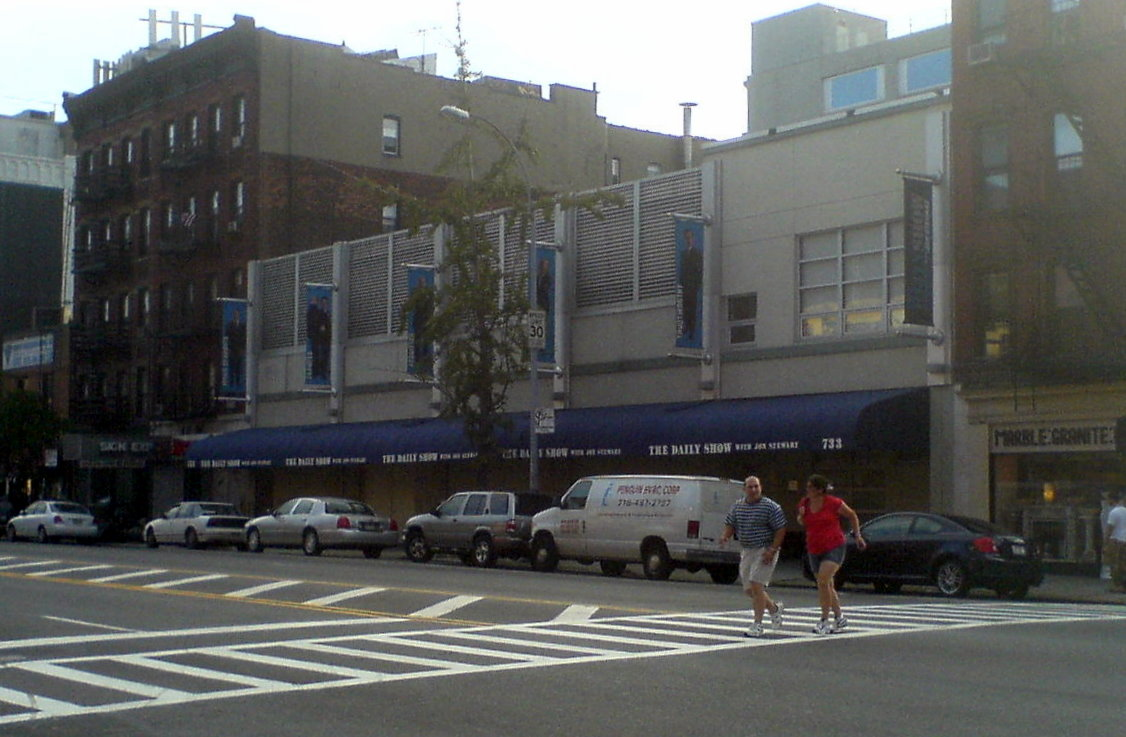
Außenaufnahme des Studios, in dem The Daily Show aufgezeichnet wird

The Daily Show (bis Dezember 2022 The Daily Show with Trevor Noah, bis August 2015 The Daily Show with Jon Stewart) ist eine US-amerikanische Nachrichtensatire, die seit 1996 ausgestrahlt wird. Bis Dezember 1998 wurde sie von Craig Kilborn moderiert, von 1999 bis 2015 war Jon Stewart der Host. Der Kabarettist Trevor Noah moderierte sie von September 2015 bis Dezember 2022. Seit Januar 2023 wird die Sendung mit wöchentlich wechselnden Gastmoderatoren ausgestrahlt. Jon Stewart moderiert seit Februar 2024 wieder die Montagsausgabe der Sendung.

## Ausstrahlungstermine
The Daily Show wird montags bis donnerstags von 23:00 Uhr bis 23:30 Uhr EST auf dem Kabelsender Comedy Central ausgestrahlt. Bis Januar 2010 war in Europa zudem am Wochenende auf CNN International ein Zusammenschnitt der vier Ausgaben unter dem Titel The Daily Show: Global Edition zu sehen. Die Übertragung der Global Edition auf CNN International wurde Anfang 2010 eingestellt. In Deutschland strahlte Comedy Central die „Global Edition“ bis Ende 2009 montags um 0:40 Uhr und donnerstags um 1:20 Uhr mit deutschem Untertitel aus. Die englischsprachigen Originalepisoden waren bis April 2014 auch außerhalb der Vereinigten Staaten über die offizielle Website des Senders frei abrufbar. Dort findet sich auch ein Videoarchiv, das alle Videos der Jahrgänge seit 1999 umfasst, die aber auch außerhalb der Vereinigten Staaten nicht mehr direkt abgespielt werden können.

## Konzept
Laut Selbstdarstellung ist The Daily Show ein „fake news program“: Die Sendung nimmt Bezug auf das aktuelle Tagesgeschehen und kommentiert es satirisch. Dabei wird zugleich auch ein kritischer Blick auf die Arbeit der Nachrichtenmedien, insbesondere der konservativen Kommentatoren und Anchors, geworfen.
Die Show startet stets mit einem kurzen Monolog des Moderators, gefolgt von den einzelnen Beiträgen. Es treten auch Korrespondenten auf, die sich i. d. R. im Studio aufhalten; mittels Greenscreen erweckt man jedoch den Eindruck, dass sie sich gerade an den Schauplätzen des Weltgeschehens befänden. Oft ist die zweite Hälfte des Nachrichtenteils auch einer Kurzreportage gewidmet, für die meist einer der Korrespondenten verantwortlich zeichnet. In diesen Abschnitten nähert sich die Sendung dem investigativen Journalismus an und präsentiert eigene Recherchen zu einem bestimmten Thema, ohne dabei aber ihren satirisch-humoristischen Charakter zu verlieren.
Nach dem Nachrichtenteil tritt ein prominenter Gast auf, mit dem sich der Moderator unterhält, meist bekannte Schauspieler und Buchautoren, aber auch führende Politiker. Zu Gast waren schon u. a. Bill und Hillary Clinton, John McCain, Barack Obama, Jimmy Carter, James Baker, Madeleine Albright, Colin Powell, Donald Rumsfeld, Henry Kissinger, Michael Moore, sowie die Präsidenten von Bolivien und Pakistan, Evo Morales und Pervez Musharraf, und der König von Jordanien, Abdullah II. Manchmal kann eine ungekürzte Version des Gespräches auf der Website der Sendung abgerufen werden.
Unter Jon Stewart wurde die Sendung immer mit dem „Moment of Zen“ beendet, einem kurzen Videoausschnitt, der in der Regel witzige, absurde oder bizarre Auftritte und Aussagen von Nachrichtensprechern, Politikern oder bekannten Personen aus dem US-Fernsehen der zurückliegenden Tage zeigt.
Im Februar 2015 kündigte Stewart an, die Show im Laufe des Jahres zu verlassen. Trevor Noah wurde im März 2015 als Stewarts Nachfolger vorgestellt Er moderierte die Sendung seit September 2015; im September 2022 kündigte er an, die Show zum Ende des Jahres zu verlassen. Am 8. Dezember 2022 wurde die letzte Folge der Daily Show mit Trevor Noah als Moderator ausgestrahlt.
Seit dem 17. Januar 2023 wird die Sendung mit wöchentlich wechselnden Gastmoderatoren ausgestrahlt, bis ein permanenter Nachfolger für Noah gefunden wird. Gastermoderatoren waren bislang unter anderem Leslie Jones, Al Franken, Kal Penn, Sarah Silverman, sowie ehemalige und aktuelle Korrespondenten der Sendung wie Hasan Minhaj, Dulce Sloan, Roy Wood Jr. und Michael Kosta.
Im Sommer 2023 pausierte die Daily Show aufgrund des Streiks der Autoren der Writers Guild of America für 143 Tage. Am 16. Oktober wurde die erste Folge nach dem Streik ausgestrahlt.

## Erfolge
Die Sendung wurde mehrfach für Preise nominiert und ausgezeichnet. Unter anderem erhielt sie zehnmal in Folge den Emmy in der Kategorie Outstanding Variety, Music or Comedy Series (ab 2003) und gewann achtmal bei Outstanding Writing for a Variety, Music or Comedy Program (2001, 2003–2006, 2009, 2011–2012), sowie zweimal den Peabody Award. Auch 2017 erhielt The Daily Show einen Emmy.
Anerkennung gewann die anfangs eher alberne Sendung unter der Leitung von Stewart, der sich im September 2001 auf ernste Weise mit den Terroranschlägen auf New York und Washington befasste. Viele neue Zuschauer konnte die Sendung durch ihre unterhaltsame, aber klar regierungskritische Haltung zum Irak-Krieg gewinnen, über den regelmäßig im Segment „Mess O' Potamia“ – Wortspiel aus mess (Durcheinander) und Mesopotamia (Mesopotamien) berichtet wurde.
Bei den US-Präsidentschaftswahlen 2004 („Indecision 2004“) wurde die Daily Show durch Kritik am Auftreten beider Kandidaten sowie an der Berichterstattung der Medien bekannt; Ziel der Angriffe war insbesondere der rechtskonservative Sender Fox News. Stewart hat während des Wahlkampfs seine Abneigung gegen George W. Bush nicht verborgen und war selbst Gast in mehreren politischen Talkshows. Bei einem Auftritt auf Fox News wurde ihm von Moderator Bill O’Reilly vorgehalten, dass sich nur „bekiffte Nichtstuer“ („stoned slackers“) seine Sendung ansehen würden; daraufhin legte Comedy Central Studien vor, nach denen ein Daily-Show-Zuschauer im Schnitt über eine höhere Schulbildung verfügt als ein Zuschauer von Fox News. Während des Wahlkampfs veröffentlichte das Daily-Show-Team auch den Bestseller America (The Book), dessen Hörbuchversion 2005 mit einem Grammy ausgezeichnet wurde.
In den USA hatte die Daily Show lange den Ruf, für junge Menschen als Nachrichtenersatz zu dienen. Stewart wehrte sich gegen diese Meinung: Seine Sendung diene der Unterhaltung und nicht der Information. Ein Zuschauer, der sich nicht über das Tagesgeschehen auf dem Laufenden halte, könne die meisten Anspielungen ohnehin gar nicht verstehen.

## Rezeption
Die Süddeutsche Zeitung schrieb 2008 zum Deutschlandstart auf Comedy Central über die Daily Show, das Fazit sah wie folgt aus: „Wer von der deutschen Komikertruppe lange genug eingeschläfert wurde, wird kaum glauben, was er da sieht: ‚The Daily Show‘ kommt vollkommen ohne Sketche aus. Die Sendung schafft es sogar, großartig zu unterhalten, indem sie schlicht die Wirklichkeit abbildet“. Weiter wurde Jon Stewarts provozierende Interviewform gelobt, sie sei „hart, herzlich und ein wenig despektierlich“ und „im Vergleich zu den unerträglich schwülen Sommerinterviews von ARD und ZDF nur als großes Kino“ zu bezeichnen.
Die heute-show ist eine deutsche Adaption der Daily Show. Analog zum Original behandelt diese Sendung aktuelle Themen aus der politischen Landschaft Deutschlands, greift aber auch internationale Nachrichten auf.

## Mitarbeiter

### Moderator
- Craig Kilborn (1996–1998)

Altes Logo (bis 2015)

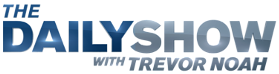
Logo von 2015 bis 2021

- Jon Stewart (1999–2015; seit 2024 montags)[10][11]
- John Oliver (als Vertreter von Jon Stewart im Sommer 2013)
- Trevor Noah (2015–2022)
- weitere Moderatoren für einige wenige Shows waren unter anderem Stephen Colbert und das Ehepaar Jason Jones und Samantha Bee

### Aktuelle Korrespondenten
- Ronny Chieng (seit 2015)[12]
- Desi Lydic (seit 2015)[12]
- Michael Kosta (seit 2017)[13]
- Dulcé Sloan (seit 2017)[14]
- Troy Iwata (seit 2023)[15]
- Grace Kuhlenschmidt (seit 2023)[16]
- Josh Johnson (seit 2024)[17]
- Jordan Klepper (2014–2017; 2017–2018 mit eigener Show The Opposition w/ Jordan Klepper[18][19]; Seit 2019 unregelmäßig mit Jordan Klepper Fingers the Pulse-Berichten dabei)[20]

### Ehemalige Korrespondenten (Auswahl)
- Stephen Colbert (1997–2005; von November 2005–Dezember 2014 mit eigener Show: The Colbert Report und seit September 2015 mit The Late Show with Stephen Colbert)[21][22]
- Mo Rocca (1998–2003)
- Vance DeGeneres (1999–2001)
- Steve Carell (1999–2004)
- Ed Helms (2002–2006)
- Rob Corddry (2002–2007)
- Samantha Bee (2003–2015; seit Februar 2016 mit eigener Show: Full Frontal with Samantha Bee)[23]
- Dan Bakkedahl (2005–2007)
- Demitri Martin (2005–2008)
- Jason Jones (2005–2015)[24]
- Rob Riggle (2006–2008)[25]
- John Oliver (2006–2013; seit April 2014 mit eigener Show: Last Week Tonight with John Oliver)[26]
- Larry Wilmore (2006–2015; seit Februar 2015 mit eigener Show: The Nightly Show with Larry Wilmore)[27]
- Aasif Mandvi (2007–2015)[28]
- Wyatt Cenac (2008–2012)[29]
- Olivia Munn (2010–2011)
- Al Madrigal (2011–2015)
- Jessica Williams (2012–2016; Gastauftritt 2024)[30][31]
- Hasan Minhaj (2014–2018; seit Oktober 2018 mit eigener Show: Patriot Act with Hasan Minhaj)[32]
- Roy Wood Jr. (2015–2023)[12][33]

### Kommentatoren
- Lewis Black (seit 1996)[34]
- John Hodgman (seit 2006)
- Kristen Schaal (seit 2008)
- Bassem Youssef (seit 2015)
- Jon Stewart (seit 2015)
- Adam Lowitt (seit 2015)
- Eliza Cossio (seit 2016)
- Michelle Wolf (seit 2016)

## Spin-offs
- The Colbert Report (2005–2014)
- The Nightly Show with Larry Wilmore (2015–2016)